# Mobile City (Teksas)
Mobile City je grad u američkoj saveznoj državi Teksas. Prema popisu stanovništva iz 2010. u njemu je živjelo 188 stanovnika.